# Myrmica gigantea
Myrmica gigantea is een mierensoort uit de onderfamilie van de Myrmicinae. De wetenschappelijke naam van de soort is voor het eerst geldig gepubliceerd in 1962 door Collingwood.